# Los Equimites
Los Equimites är en ort i Mexiko.   Den ligger i kommunen Jilotepec och delstaten Veracruz, i den sydöstra delen av landet, 230 km öster om huvudstaden Mexico City. Los Equimites ligger 1 550 meter över havet och antalet invånare är 210.
Terrängen runt Los Equimites är huvudsakligen kuperad, men norrut är den bergig. Terrängen runt Los Equimites sluttar österut. Runt Los Equimites är det ganska tätbefolkat, med 172 invånare per kvadratkilometer. Närmaste större samhälle är Xalapa, 10,8 km sydost om Los Equimites. Omgivningarna runt Los Equimites är en mosaik av jordbruksmark och naturlig växtlighet.